# 南京长途汽车北站
长途汽车客运北站位于浦口区大桥北路22-1号，为二级客运站，有发往省内扬州、泰州（含泰兴、姜堰）、南通、启东、东台、盐城、淮安、洪泽、徐州、连云港等省内县市以及山东、河南、安徽等邻近省份和大连、武汉等省外城市的长途班车。